# Boxholm (gemeente)
Boxholm is een Zweedse gemeente in Östergötland. De gemeente behoort tot de provincie Östergötlands län. Ze heeft een totale oppervlakte van 607,0 km² en telde 5287 inwoners in 2004.

## Plaatsen
- Boxholm (plaats)
- Strålsnäs
- Malexander